# Fimbristylis thermalis
Fimbristylis thermalis är en halvgräsart som beskrevs av Sereno Watson. Fimbristylis thermalis ingår i släktet Fimbristylis och familjen halvgräs. Inga underarter finns listade i Catalogue of Life.